# 루비 캔드릭
루비 켄드릭(Ruby Rachel Kendrick: 1883~1908) 은 미국의 선교사이다. 1907년 9월 텍사스 주 엡윗청년회의 후원을 얻어 남감리회 해외여선교회의 파송을 받아 한국 선교사로 내한하였다. 그녀는 내한한 지 9개월이 못되는 1908년 6월 19일 맹장염으로 죽어서 양화진 외국인묘지에 안장되었다.

## 그녀의 한국 사랑
그녀는 죽기전 그녀의 가족에게 보낸 편지에서 다음과 같이 말했다고 전해진다. 만일 내가 줄수 있는 천 개의 생명이 있다면, 그 모두 조선에 주겠노라(If I had a thousand lives to give, Korea should have them all - Ruby Rachel Kendric ). 내가 죽거든 텍사스 엡윗 청년회원들에게 가서 열 명씩, 스무 명씩, 오십 명씩 한국으로 나오라고 일러주세요라고 유언했다고 한다.